# 블랙잭 (1997년 영화)
《블랙잭》은 1997년에 개봉한 대한민국의 스릴러 영화이다.

## 캐스팅
- 최민수 : 오세근 역
- 강수연 : 장은영 역
- 정형기 : 박흥식 역
- 김일우 : 강 형사 역
- 전수환 : 변 형사 역
- 민경진 : 계장 역
- 유해진 : 덤프 1 역
- 배중식 : 배태식 역
- 박호산 : 체대생 1 역
- 도기석 : 체대생 2 역
- 유퉁 : 정필상 역 (특별출연)
- 김만 : 이정우 역 (특별출연)
- 조선묵 : 봉우 역 (특별출연)

## 수상
- 1997년 제35회 대종상
  - 감독상 - 정지영
  - 촬영상 - 이석현
- 1998년 제34회 백상예술대상
  - 영화부문 감독상 - 정지영
- 1998년 제21회 황금촬영상
  - 신인촬영상 - 이석현
  - 조명상 - 김동호